# Gerrit Voges
Gerrit Voges (ur. 11 lipca 1932 w Zwolle  – zm. 21 czerwca 2007) – holenderski piłkarz grający na pozycji napastnika. W swojej karierze rozegrał 2 mecze w reprezentacji Holandii.

## Kariera klubowa
Swoją karierę piłkarską Voges rozpoczął w klubie PEC Zwolle. W 1947 roku zadebiutował w nim i grał w nim do 1954 roku. W 1954 roku przeszedł do Sportclubu Enschede. W sezonie 1957/1958 wywalczył z nim wicemistrzostwo Holandii. W sezonie 1959/1960 był wypożyczony do DOS Utrecht. W sezonie 1961/1962 był zawodnikiem Willemu II Tilburg, w którym zakończył karierę.

## Kariera reprezentacyjna
W reprezentacji Holandii Voges zadebiutował 15 września 1956 w wygranym 3:2 towarzyskim meczu ze Szwajcarią, rozegranym w Lozannie. W kadrze narodowej rozegrał 2 mecze, oba w 1956 roku.